# كاميلي
كاميلي (بالفرنسية: Camille)‏ هي مغنية مؤلفة ومغنية وممثلة فرنسية، ولدت في 10 مارس 1978 بباريس في فرنسا.

## وصلات خارجية
- كاميلي على موقع IMDb (الإنجليزية)
- كاميلي على موقع ألو سيني (الفرنسية)
- كاميلي على موقع ميوزك برينز (الإنجليزية)
- كاميلي على موقع أول ميوزيك (الإنجليزية)
- كاميلي على موقع ديسكوغز (الإنجليزية)
- كاميلي على موقع قاعدة بيانات الفيلم (الإنجليزية)
- كاميلي على موقع كينوبويسك (الروسية)